# Timeløn
Timeløn er et fast beløb der betales efter hvor lang tid man er på arbejde, uanset hvilke opgaver man sættes til at udføre. I modsætning til akkordløn og provisionsløn får man det samme beløb uanset hvad resultatet af ens anstrengelser er. På et ureguleret, åbent marked er timelønnen den timepris, arbejdsgiveren betaler for brugsretten til arbejdskraft med bestemte kvalifikationer eller kompetencer.
Nogle mener at timeløn er en dårlig ting, da det får folk til at arbejde langsommere, mens andre mener at det tilsvarende giver folk bedre tid til service, detaljer, kundepleje og faglig stolthed.
Disse ting bør den fornuftige arbejdsgiver opveje mod hinanden inden han eller hun beslutter hvilket lønsystem der skal afregnes efter.
| Økonomi | Spire Denne artikel om økonomi er en spire som bør udbygges. Du er velkommen til at hjælpe Wikipedia ved at udvide den. |